# Joseph Trento
Joseph Trento est un journaliste et essayiste américain.

## Biographie
Trento a enquêté sur les agissements de l'administration Bush.

## Thèses
Trento a affirmé que tous les généraux et officiers expérimentés qui avaient déconseillé à l'administration Bush de se lancer dans la guerre d'Irak ont été déplacés de leur poste stratégique pour être remplacés par des officiers plus malléables.

## Publications
- Avec William R. Corson et Susan B. Trento, Widows - Four American Spies, the Wives They Left Behind and the Kgb,
- The Secret History of the CIA, 2005,  (ISBN 978-0786715008)
- Unsafe at Any Altitude: Exposing the Illusion of Aviation Security, Steerforth, 2007
- Prelude to Terror: the Rogue CIA, The Legacy of America's Private Intelligence Network the Compromising of American Intelligence,   (ISBN 978-0786714643)
- Avec David Armstrong, America and the Islamic Bomb: The Deadly Compromise
- Scapegoat
- Prescription for Disaster: From the Glory of Apollo to the Betrayal of the Shuttle